# Saint Joseph (Dominica)
Saint Joseph is een parish van de eilandstaat Dominica.  Het ligt ongeveer 12,5 km ten noorden van de hoofdstad Roseau.

## Mero Beach
Mero Beach (soms ook Vero Beach genoemd) is een zwartzandstrand ten noorden van de plaats Saint Joseph. Het zand is van vulkanische oorsprong. Het heeft rustig water, veel voorziening, en is geschikt voor kinderen.

## Salisbury
Salisbury is het grootste dorp van de parish met 2.174 inwoners. De Caribische naam van het gebied was Barroui of Baroui en wordt nog veel gebruikt. Salisbury was van oorsprong een plantage vernoemd naar de Engelse plaats Salisbury. Na de afschaffing van de slavernij in 1833 ontstond een dorp tussen de Salisbury en de Grand Savannah plantages. Tot 1880 werd er suikerriet verbouwd. In 1929 werd een katholieke kerk gebouwd. In de jaren 1950 en 1960 ontwikkelde Salisbury zich als centrum voor de bananenteelt, en in de jaren 1980 breidde het dorp zich naar het zuiden uit toen Grand Savannah plantage werd verkaveld.

## Dorpen
Saint Joseph Village is het hoofdplaats, maar Salisbury is het grootste dorp. Andere dorpen zijn:
- Belle
- Coulibistri
- Layou Village
- Morne Rachette (Morne Raquette)

## Galerij

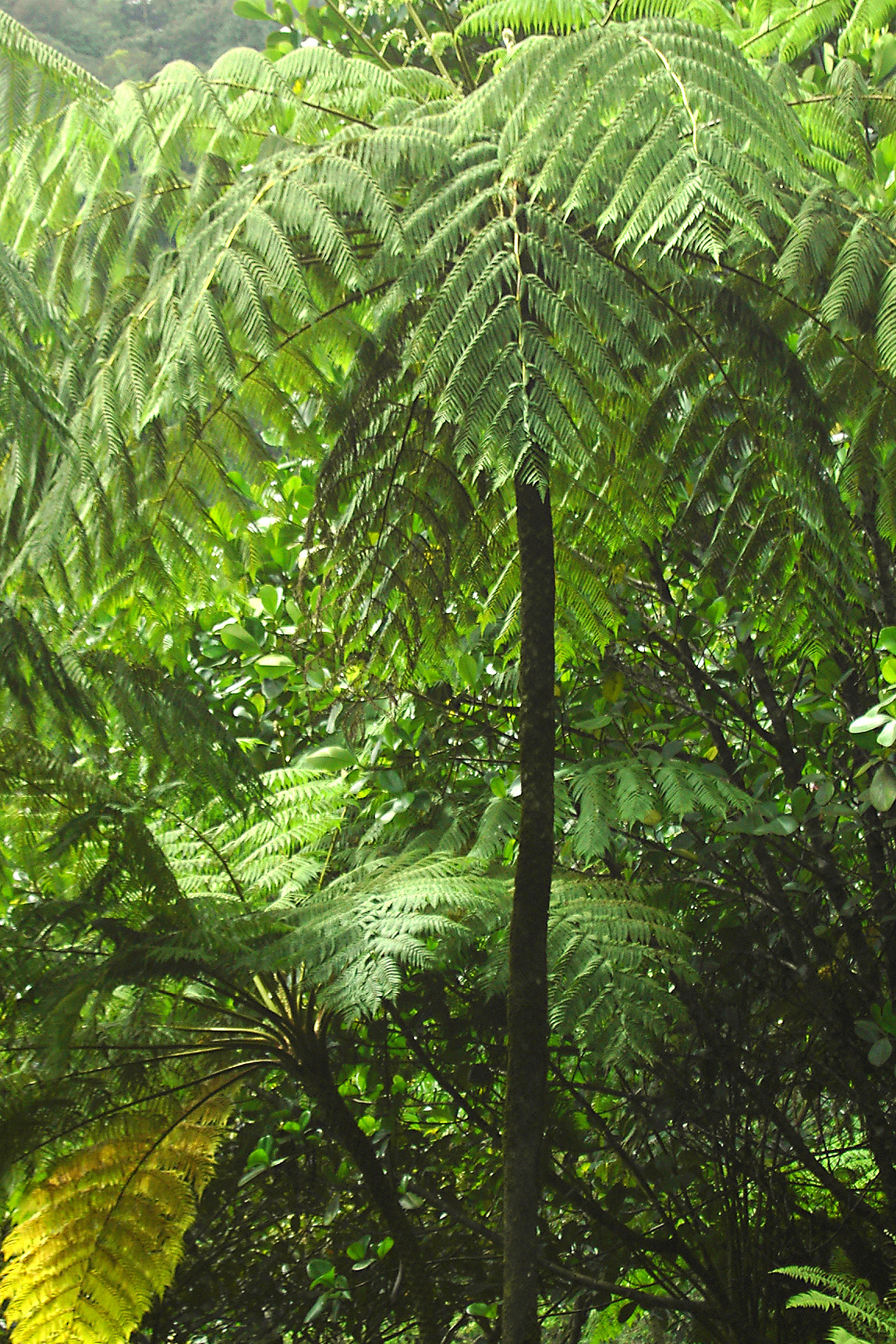
Regenwoud nabij Belle
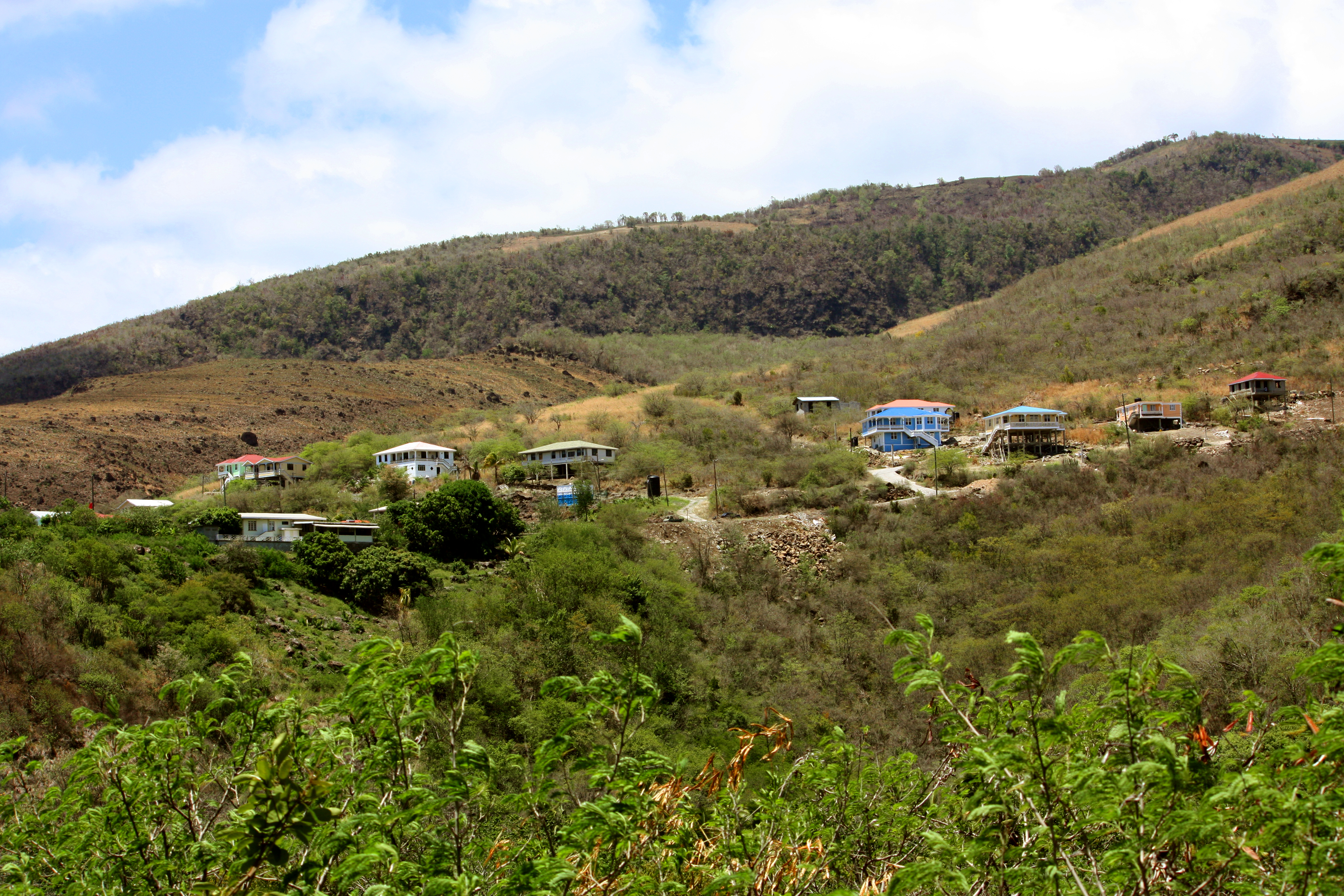
Morne Rachette
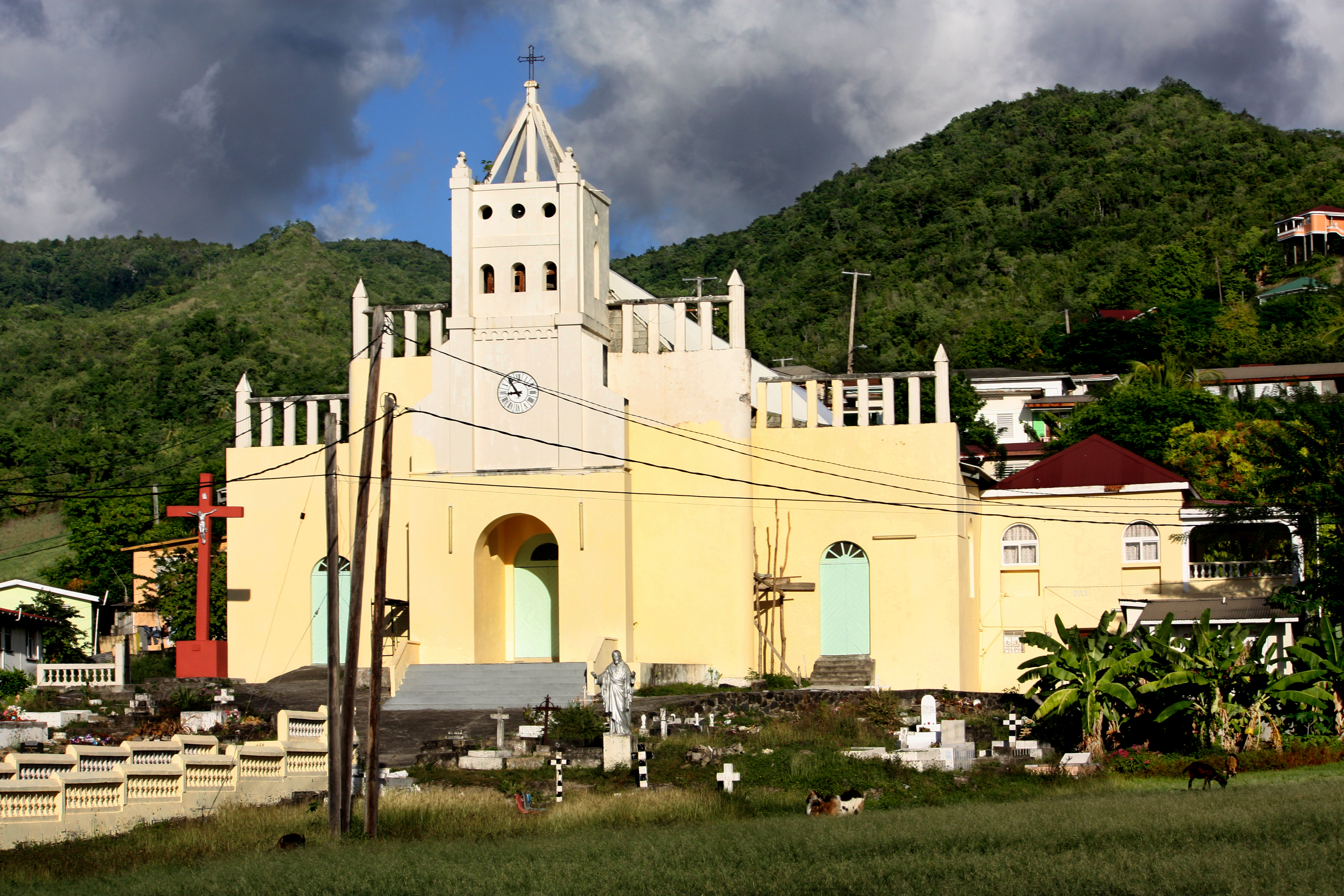
Parochiekerk in Saint Joseph
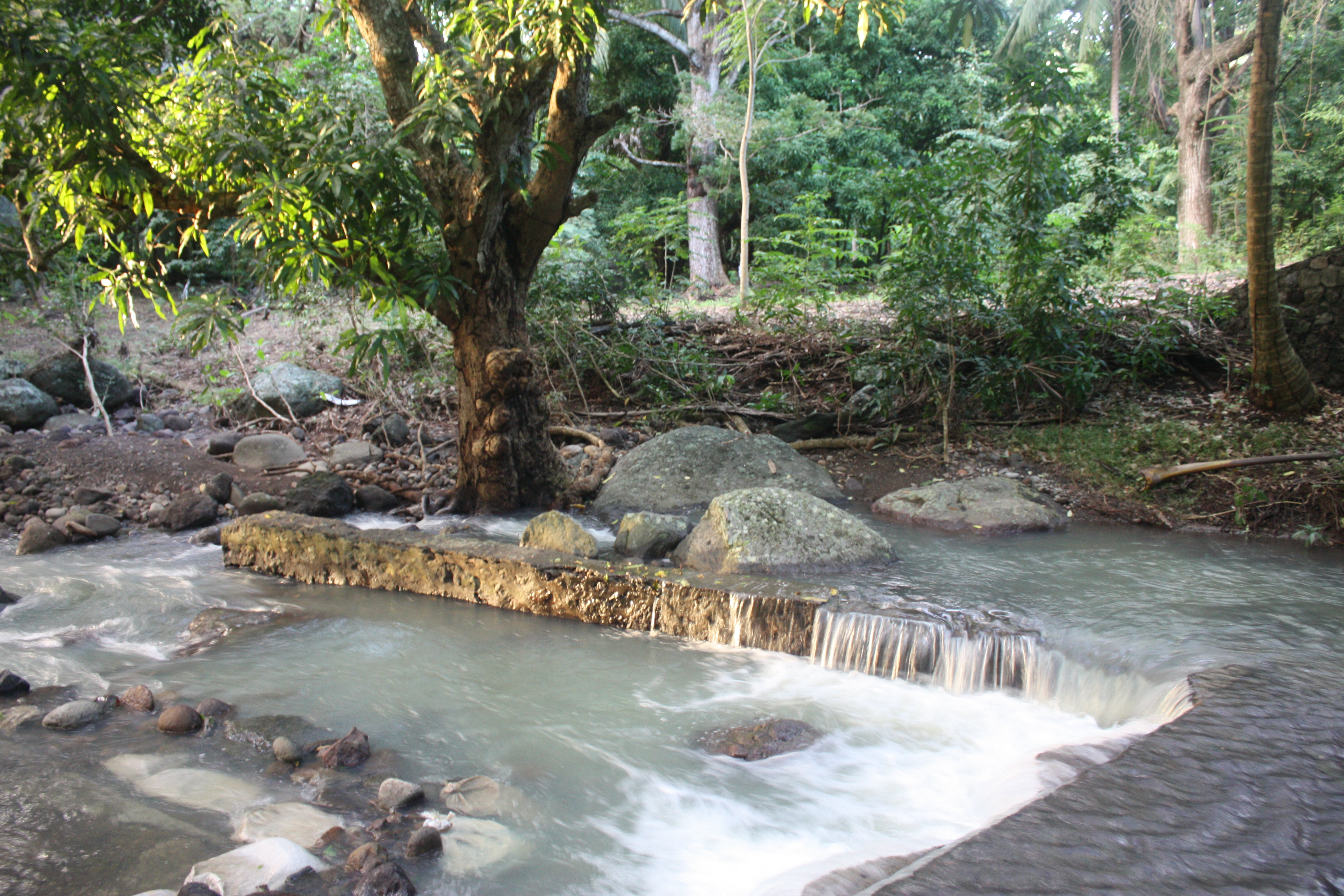
Batalierivier

Saint Andrew · Saint David · Saint George · Saint John · Saint Joseph · Saint Luke · Saint Mark · Saint Patrick · Saint Paul · Saint Peter